# غواصة يو بي-77
يو بي-77 غواصة ألمانية من فئة يو بي3 خدمت في البحرية الإمبراطورية الألمانية خلال الحرب العالمية الأولى. تم تكليفها في البحرية الإمبراطورية الألمانية في 2 أكتوبر 1917 باسم يو بي-77. أستسلمت في 16 يناير 1919 وفقًا لمتطلبات الهدنة مع ألمانيا وتفكيكها في سوانسي في عام 1921.